# Fazenda Rio Grande
Fazenda Rio Grande är en kommun i Brasilien.   Den ligger i delstaten Paraná, i den södra delen av landet, 1 100 km söder om huvudstaden Brasília. Antalet invånare är 81 687.
I omgivningarna runt Fazenda Rio Grande växer huvudsakligen savannskog. Runt Fazenda Rio Grande är det ganska glesbefolkat, med 26 invånare per kvadratkilometer.